# 李承寀
李承寀（8世纪—758年），唐朝宗室，唐高宗的曾孙，章怀太子李贤的孙子，邠王李守礼的儿子。
出生年无记载。父亲李守礼在741年死后，李承寀兄李承宁嗣邠王。李承寀则在至德二载（757年），封敦煌王，拜宗正卿，与仆固怀恩使回纥和亲，纳英武可汗之女为妃，册为毗伽公主。回纥著勋，李承寀甚遇恩宠。乾元元年（758年）六月李承寀卒，追赠司空。

## 传記資料
- 《旧唐書》章怀太子传
- 《新唐書》章怀太子传